# أمين مكي مدني
أمين مكي مدني (2 فبراير 1939  – 31 أغسطس 2018) كان محاميًا سودانيًا ودبلوماسيًا وناشطًا في مجال حقوق الإنسان وناشطًا سياسيًا. كان رئيسًا لاتحاد المجتمع المدني السوداني، ونائب رئيس مبادرة المجتمع المدني، ورئيس مرصد السودان لحقوق الإنسان (SHRM).  شغل منصب رئيس مكتب المفوضية السامية لحقوق الإنسان في الضفة الغربية قطاع غزة ، ورئيس بعثة المفوضية السامية للأمم المتحدة لحقوق الإنسان في زغرب ، كرواتيا، والمستشار القانوني للممثل الخاص للأمين العام للأمم المتحدة في العراق. وكذلك أفغانستان، وممثل إقليمي للمفوضية السامية لحقوق الإنسان في بيروت، لبنان.  حصل على جائزة هيومن رايتس ووتش لرصد حقوق الإنسان عام 1991، وحصل على جائزة حقوق الإنسان من نقابة المحامين الأمريكية عام 1991، بالإضافة إلى جائزة الاتحاد الأوروبي لحقوق الإنسان عام 2013. 

## نبذة عنه
ولد مدني في 2 فبراير 1939 في ود مدني، في الجزيرة، في السودان الأنجلو-مصري ، من خلفية مميزة. كان والده أول وزير سوداني للري بعد فترة الاستعمار البريطاني، وكذلك عضوًا في حزب الأمة القومي في برلمان الولاية، وكانت والدته من أقارب حاكم السودان السابق عبد الله بن محمد . كما أنه ابن عم كل من الفنان السوداني إبراهيم الصلاحي ، وعضوة المجلس السيادي عائشة موسى السعيد .

## تعليمه
بعد تخرجه من مدرسة حنتوب الثانوية المرموقة، درس مدني القانون في جامعة الخرطوم وحصل على بكالوريوس في الحقوق مع مرتبة الشرف في المرتبة الثانية، القسم العلوي. ثم في عام 1964 حصل على درجة الدبلوم في القانون المدني من جامعة لوكسمبورج . ثم حصل على الماجستير في القانون بامتياز من جامعة لندن عام 1965، وأخيراً في عام 1970 حصل على درجة الدكتوراه في ن الجنائي المقارن من جامعة إدنبره . 

## الحياة المهنية
وفي عام 1962 بعد حصوله على درجة البكالوريوس في الحقوق، بدأ العمل قاضياً في السلطة القضائية في السودان. وفي عام 1966، عند عودته من لندن بعد حصوله على أول شهادة عليا، التحق بكلية الحقوق بجامعة الخرطوم بصفة باحث كبير ومحاضر حتى عام 1971. بعد ذلك، أصبح القائم بالأعمال ممثل المفوضية السامية للأمم المتحدة لشؤون اللاجئين في تنزانيا ، واستمر في العمل في المؤسسات الدولية، وأصبح لاحقًا أحد المحامين السود الأوائل في البنك الدولي في واشنطن العاصمة في عام 1976.
بعد عودته إلى الخرطوم. بدأ مدني العمل في البنك العربي للتنمية الاقتصادية في إفريقيا، وفي هذا الوقت أصبح أيضًا أكثر انخراطًا في العمل السياسي لتعزيز الحكم الديمقراطي وحقوق الإنسان وسيادة القانون في السودان. في أعقاب الانتفاضة الشعبية عام 1985 التي أطاحت بديكتاتورية النميري ، خدم في الحكومة الانتقالية في السودان كوزير للعمل والشؤون الاجتماعية والسلام والتنمية الإدارية، حتى الانتخابات الديمقراطية لرئيس الوزراء السابق الصادق المهدي . في عام 1991، ألقي القبض على مدني في أعقاب الانقلاب الذي أوصل عمر البشير إلى السلطة، ثم طردته الحكومة من السودان، مما دفعه إلى الهجرة إلى القاهرة والعمل في نقابة المحامين المصرية. 
بعد مغادرته مصر، لعب مدني دورًا في إنشاء ورئاسة المكتب الميداني لمكتب مفوض حقوق الإنسان في الأراضي الفلسطينية المحتلة في عام 1996، واستمر في نهاية المطاف في العمل كرئيس لمكتب المفوضية العليا لحقوق الإنسان . مكتب مفوضة حقوق الإنسان في الضفة الغربية وقطاع غزة . كما شغل منصب رئيس بعثة المفوضية السامية لحقوق الإنسان في زغرب ، كرواتيا ، والمستشار القانوني للممثل الخاص للأمين العام للأمم المتحدة في العراق وأفغانستان ، والممثل الإقليمي للمفوضية السامية لحقوق الإنسان في بيروت ، لبنان .   خلال فترة عمله في بغداد ، شهد مدني وأصيب في تفجير فندق القناة الذي أدى إلى مقتل مفوض الأمم المتحدة السابق لحقوق الإنسان والممثل الخاص في العراق، سيرجيو فييرا دي ميلو، فيما امتد نضاله على مساحة الوطن العربي فشغل بقضايا اليمن والعراق والجزائر وسوريا. 

### القريب ومدني
انضم أمين مكي مدني إلى التجاني القريب في تأسيس إحدى مكاتب المحاماة الرائدة في البلاد، القريب ومدني. تعمل الشركة في مجموعة متنوعة من القضايا القانونية ومن بين عملائها شركة سكر كنانة، مجموعة الحجار، السفارة الأمريكية، السفارة البريطانية، السفارة الفرنسية، وبنك الخرطوم 

### نداء السودان
وفي ديسمبر 2014، وبعد عودته من توقيع وثيقة نداء السودان التي عقدت في أديس أبابا، اعتُقِل مدني الذي وقع على الوثيقة بصفته رئيسًا لمبادرة المجتمع المدني، إلى جانب فاروق أبو عيسى رئيس قوى الإجماع الوطني وآخرين. عندما وصل عدد كبير من أفراد جهاز المخابرات والأمن الوطني السوداني إلى منزله في الخرطوم قبل منتصف ليل السبت 6 ديسمبر/كانون الأول 2014. وعلى الرغم من عدم إبلاغ عائلته بأسباب الاعتقال، فمن المعتقد أنه قُبضَ عليه بسبب توقيعه على بيان نداء السودان، وهو بيان وقعه ممثلون عن أحزاب المعارضة السياسية والمسلحة في جميع أنحاء البلاد، للعمل من أجل إنهاء الصراعات في السودان. السودان في دارفور وجنوب كردفان والنيل الأزرق وبناء الأساس لديمقراطية دائمة تقوم على المواطنة المتساوية والسلام الشامل. وقد احتُجز بمعزل عن العالم الخارجي في مكان مجهول حتى 21 ديسمبر/كانون الأول 2014، عندما نُقل مدني إلى سجن كوبر في الخرطوم. وفي 22 ديسمبر/كانون الأول، سُمح لمدني أخيراً بمقابلة محاميه، وبعد يومين بمقابلة عائلته. في 10 يناير 2015، اتُهم بموجب المادة 50 (تقويض النظام الدستوري) والمادة 51 (شن الحرب على الدولة) من قانون العقوبات لعام 1991.  بدأت محاكمته أمام محكمة خاصة أنشئت بموجب قانون مكافحة الإرهاب لعام 1991 في 23 فبراير/شباط  وتم إطلاق سراحه بعد خمسة أشهر في 9 أبريل/نيسان 2015. 

## الوفاة
في 31 أغسطس 2018، توفي مدني بعد أن رفضت الحكومة السماح له بمغادرة البلاد ومعاناته من معركة طويلة مع أمراض القلب والفشل الكلوي. وقد تم الحداد على وفاته باعتبارها خسارة للنضال من أجل حقوق الإنسان والديمقراطية. ونشرت حكومات الولايات المتحدة وبريطانيا وفرنسا وكندا، بالإضافة إلى العديد من الهيئات الدولية والإقليمية الأخرى والشخصيات العامة، بيانات حداد على خسارته. 

## مؤسسة أمين مكي مدني
وفي عام 2018، بعد وقت قصير من وفاة مدني، تأسست مؤسسة أمين مكي مدني. تركز المؤسسة على دعم النشطاء وتشجيع السعي لتحقيق حقوق الإنسان والحريات المدنية والسياسية والنضال من أجل الديمقراطية والعديد من القضايا الأخرى. تحظى المؤسسة بدعم العديد من المنظمات الدولية والحكومات على أمل المساعدة في نشر تحقيق العدالة في السودان.